# Wapen van Eemszijlvest

Het wapen van Eemszijlvest

Het wapen van Eemszijlvest werd op 31 oktober 1986 bij koninklijk besluit aan het waterschap Eemszijlvest verleend. In 2000 ging het waterschap grotendeels op in het waterschap Noorderzijlvest, de overige hectaren ging op in het waterschap Hunze en Aa's. Hiermee verviel het wapen.

## Beschrijving
De blazoenering luidt als volgt:
Gevierendeeld; I in zilver een gekroonde harpij van keel; II en III in sinopel drie golvende dwarsbalken van zilver; IV in zilver een Romaanse kruiskerk van keel met vier torens, de derde getopt met een omgewende vogel, de overige met een kruis. Het schild gedekt met een gouden kroon van vijf bladeren.
De heraldische kleuren zijn: goud (geel), keel (rood), sinopel (groen) en zilver.

## Symboliek
De harpij verwijst naar het oude wapen van het Generale Zijlvest der Drie Delfzijlen in de tijd dat de graven van Oost-Friesland het gebied bestuurden. In de loop van de 17de eeuw veranderde de machtsverhoudingen in het gebied. In 1676 kreeg het Generale Zijlvest der Drie Delfzijlen een nieuw wapen dat gekwartileerd was. In dit wapen kwam opnieuw de harpij voor, ook kwamen de golvende dwarsbalken (die in dit wapen zijn verwerkt) voor. De golvende dwarsbalken verwijzen naar de Drie Delfzijlen in het Generale Zijlvest.
De kruiskerk is ontleend aan het wapen van het waterschap Oldambt, een rechtsvoorganger van het waterschap. De afgebeelde Viertorenkerk van Midwolda werd waarschijnlijk rond 1200 gesticht. De kruiskerk werd gebruikt voor volksvergaderingen. Het gebied werd sinds de 13de eeuw geteisterd door stormen van uit het Dollard waardoor de kruiskerk in de 15de eeuw werd verlaten en net na 1500 opging in de golven. Het gebied werd later weer ingedijkt.

## Verwante wapens

Het wapen van de Generale Zijlvest der Drie Delfzijlen
Het wapen van het graafschap Oost-Friesland
Het wapen van het waterschap Fivelingo
Het Wapen van het waterschap Oldambt
Het wapen van waterschap Het Termunter-Zijlvest
Het wapen van Midwolda